# Bilanz

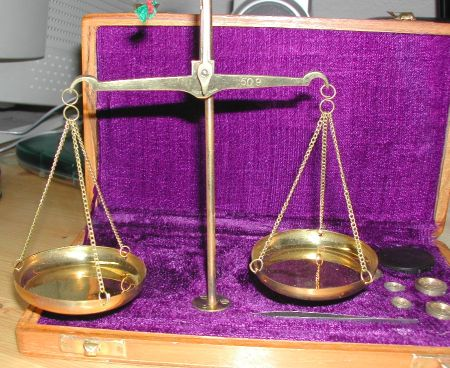
Die Balkenwaage als Vorbild der Bilanz: Beide Seiten tragen den gleichen Betrag

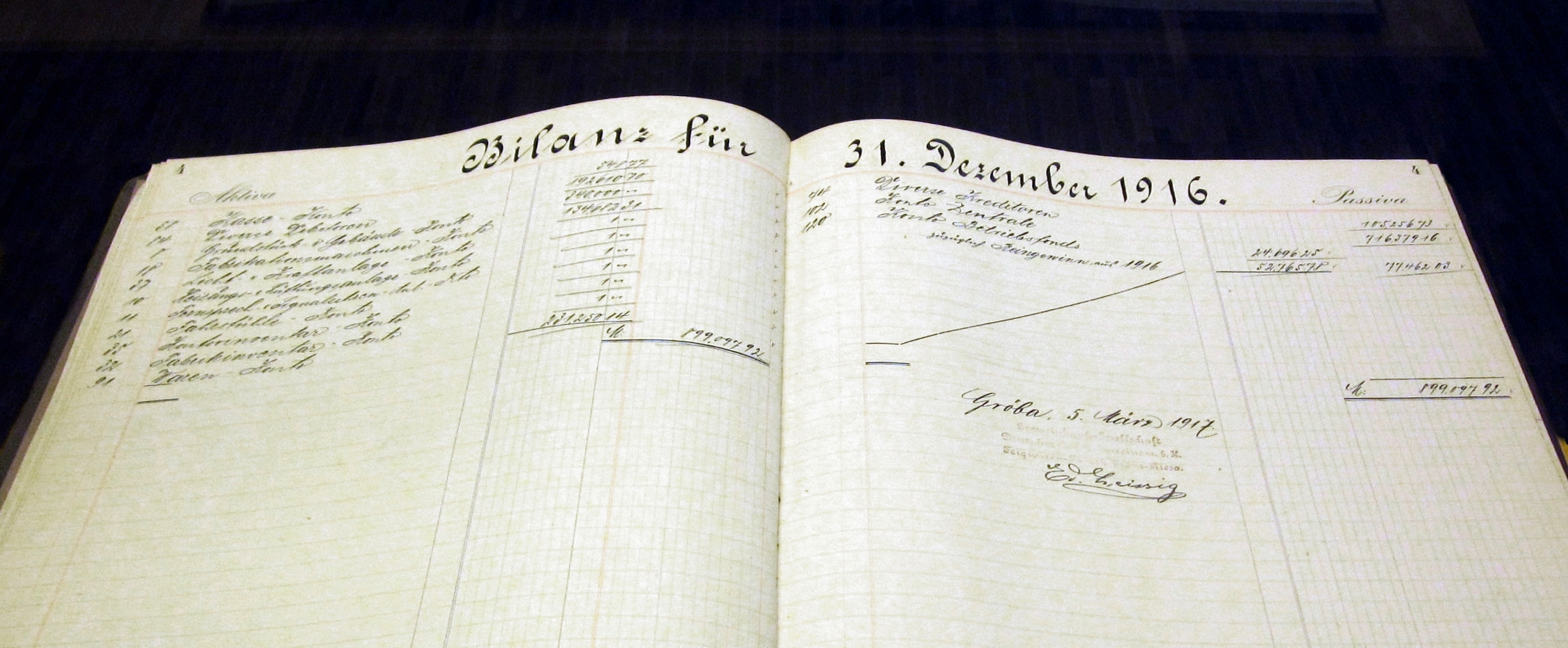
Bilanzbuch der Konsum-Teigwarenfabrik Riesa mit Aktiva (links) und Passiva (rechts), Jahresbilanz 1916

Bilanz (lateinisch bilancia ‚(Balken-)Waage‘; aus lateinisch bi ‚doppelt‘ und lanx ‚Schale‘) ist ein in vielen Fachgebieten vorkommender Begriff, worunter allgemein eine nach bestimmten Kriterien gegliederte, summarische und sich ausgleichende Gegenüberstellung von Wertkategorien verstanden wird.

## Allgemeines
Oftmals wird der Ausdruck Bilanz lediglich mit herkömmlichem betriebswirtschaftlichem Rechnungswesen eines Unternehmens assoziiert. In diesem Sinne wird der Begriff Bilanz dann synonym zu den Begriffen Abschlussbilanz, balance sheet (englisch), Bilanzrechnung, Handelsbilanz, Konzernabschluss, HGB-Bilanz, Jahresbilanz, oder Unternehmensbilanz gebraucht.
Je nach den geltenden Vorschriften gibt es verschiedene Bilanzen wie etwa die Steuerbilanz und die Vermögensbilanz. Neben den vorgeschriebenen Bilanzen werden mikro- und makroökonomische Bilanzen mit anderem Inhalt und Verwendungszweck wie Zahlungsbilanz, volkswirtschaftliche Handelsbilanz, Devisenbilanz, Kapitalbilanz erstellt; diese dienen entweder zur internen Information innerhalb eines Unternehmens (siehe Controlling) oder in der Öffentlichkeit zur Darstellung im Zusammenhang mit wirtschaftspolitischen Erörterungen.
Darüber hinaus gibt es Bilanzen, die wirtschaftliche Aspekte in einem anderen Zusammenhang betrachten wie Sozialbilanz, Gemeinwohl-Bilanz, Umweltbilanz und Energiebilanz, wobei zum Teil versucht wird, entsprechende Umrechnungen von Faktoren vorzunehmen, um ihren Geldwert zu bemessen oder einen einheitlichen Maßstab festzustellen.
Des Weiteren wird der Begriff verwendet, um das wirtschaftliche Rechnungs- und Vergleichs-Denken auf andere Bereiche zu übertragen wie etwa die Wissensbilanz.

## Betriebswirtschaftliche Unternehmensbilanz
Die hier behandelte Unternehmensbilanz ist aus rechtlicher Sicht eine systematische Aufstellung von geldwerten Rechten (Vermögen), Pflichten (Schulden) und dem Nettovermögen, das sich als Saldo aus der Summe der geldwerten Rechte (Bruttovermögen) abzüglich der Schulden ergibt. Die Rechte umfassen dabei Eigentumsrechte (Sach- und geistiges Eigentum wie Urheber- und Markenrechte, Patente etc.), Anteilsrechte (wie Aktien) und Forderungen. Vermögensrechte werden auf der Aktivseite, Pflichten (Schulden) und Nettovermögen auf der Passivseite verbucht (nur Insolvenz anzeigendes negatives Nettovermögen wird aus Gründen der Bilanzidentität auf der Aktivseite verbucht). Das Netto-Geldvermögen ergibt sich dabei aus den Zahlungsmitteln plus den sonstigen Forderungen abzüglich der Verbindlichkeiten. Nettogeldvermögen und Eigentumsrechte ergeben aufaddiert das Nettovermögen oder Eigenkapital. Ist dieses positiv, wird es (als Überschuss des Bruttovermögens über die Schulden) auf der Passivseite, ist es negativ, wird es als Überschuss der Schulden über das Bruttovermögen auf der Aktivseite verbucht, um auf beiden Seiten dieselbe Bilanzsumme zu erhalten.
Aus kaufmännischer Sicht stellt eine Bilanz eine summarische Gegenüberstellung von Verwendung (Aktiva, gegliedert nach Anlage- und Umlaufvermögen) und Herkunft der Mittel eines Unternehmens (Passiva) dar. Das Vermögen eines Unternehmens (Aktiva) kann dabei aus Eigen- oder Fremdkapital (Passiva) herstammen (betriebswirtschaftlicher Kapitalbegriff). Die Bilanz ist ein Bestandteil des Jahresabschlusses eines Unternehmens und dient Gläubigern, Ratingagenturen, Anteilseignern, Arbeitnehmern, dem bilanzierenden Unternehmen und dem Staat zur Orientierung über die Vermögens-, Finanz- und Ertragslage des entsprechenden Unternehmens.
Eine Bilanz wird auf einen Bilanzstichtag aufgestellt, während die (mit der Bilanz verzahnte) Gewinn- und Verlustrechnung (GuV) für einen Zeitraum erstellt wird. Durch Vergleich der Endbestände der verschiedenen Aktiv- und Passivkonten zu unterschiedlichen Zeitpunkten kann die wirtschaftliche Entwicklung eines Unternehmens zeitübergreifend dargestellt und durch Einsichtnahme in die Buchführung nachvollzogen werden. Die Bilanz ist somit auch die Grundlage zur betriebswirtschaftlichen Gewinnermittlung (siehe Betriebsvermögensvergleich).

## Geschichte

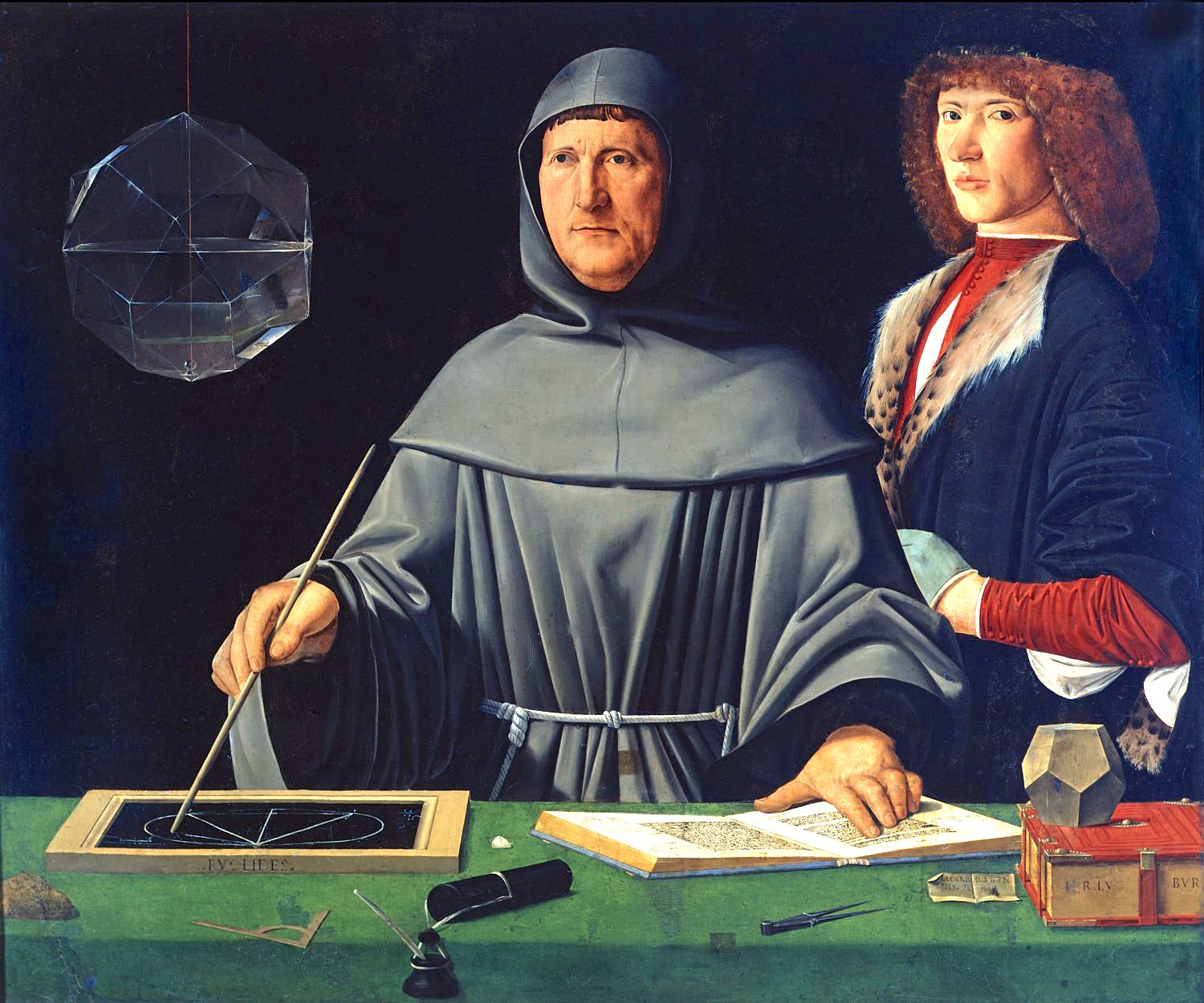
Luca Pacioli mit mathematischen Werkzeugen (Gemälde von Jacopo de Barbari, 1495)

Eine systematisch aus der Buchhaltung abgeleitete Bilanz nach heutiger Vorstellung wurde erstmals 1494 durch den Franziskaner und Mathematiker Luca Pacioli in seinem Buch Summa de arithmetica, geometria, proportioni et proportionalità beschrieben, jedoch nachweislich wesentlich früher bereits in Genua und anderen italienischen Städten angewendet. Es handelte sich um die erste geschlossene Darstellung der „venezianischen Methode“ (doppelte Buchführung), wie sie vermutlich in den Fernhandel treibenden italienischen Stadtstaaten ausgeübt wurde. Pacioli verstand unter der Bilanz „ein der Länge nach zusammengefaltetes Blatt, auf dem man rechts die Gläubiger und links die Schuldner aufschreibt. Wenn Du siehst, dass die Sollsumme so viel beträgt wie die des Habens, so ist das Hauptbuch in Ordnung“. Seine „venezianische Methode“ mit dem Prinzip der Doppik hat in ihren Grundzügen noch heute international Geltung.
Im Jahre 1511 stellte anlässlich einer Erbteilung (Tod der Brüder Georg und Ulrich Fugger) der Hauptbuchhalter der Fugger, Matthäus Schwarz, die erste Unternehmensbilanz in Deutschland auf. 1518 verfasste er das deutschsprachige Buch "Musterbuchhaltung".
Das Preußische Allgemeine Landrecht vom Juni 1794 führte die Bilanzierungspflicht ein, denn „ein Kaufmann, welcher entweder gar keine ordentliche Bücher führt, oder die Balance seines Vermögens, wenigstens alljährlich einmal zu ziehen unterlässt, und sich dadurch in Ungewissheit über die Lage seiner Umstände erhält, wird bei ausbrechendem Zahlungsunvermögen als fahrlässiger Bankerutirer (Bankrotteur) bestraft.“ Im Mai 1861 gab es erste einheitliche gesetzliche Regelungen im Allgemeinen Deutschen Handelsgesetzbuch, das in Art. 31 ADHGB vom Kaufmann die Aufstellung einer Inventur und Bilanz forderte. Das HGB vom Mai 1897 übernahm diese Vorschrift fast wörtlich in § 39 HGB.
Im Oktober 1937 brachte das Aktiengesetz Verschärfungen der Bilanzierungspflicht für Aktiengesellschaften. Das Publizitätsgesetz sorgte ab August 1969 für die Offenlegung von bisher nicht publizitätspflichtigen Unternehmensbilanzen von Personengesellschaften und Einzelunternehmen ab einer bestimmten Betriebsgröße. Im Dezember 1985 gab es mit dem Bilanzrichtlinien-Gesetz eine erste EU-einheitliche Regelung, im Mai 2009 brachte das Bilanzrechtsmodernisierungsgesetz insbesondere eine Deregulierung und Aufwandssenkung zu Gunsten kleiner und mittlerer Unternehmen. Das Bilanzrichtlinie-Umsetzungsgesetz vom Juli 2015 ist das Transformationsgesetz der EU-Bilanz-Richtlinie. Außer den Änderungen der Größenklassen hat es keine wesentlichen Auswirkungen auf die Bilanz.
Die betriebswirtschaftliche Forschung hat sich mit der Bilanz erstmals umfassend auseinandergesetzt, nachdem ein Urteil des Reichsoberhandelsgerichts vom Dezember 1873 eine breite wissenschaftliche Diskussion über Bilanztheorien ausgelöst hatte. Es forderte unter anderem, dass Bilanzen „der objektiven Wahrheit möglichst nahe kommen“ sollten. Der Bilanzjurist Hermann Veit Simon beschrieb deshalb erstmals 1899 die Bilanzierungsgrundsätze Bilanzwahrheit und Bilanzklarheit. Eugen Schmalenbach betonte bereits 1919 in seiner dynamischen Bilanztheorie die Bilanz als „formal ausgeglichene Aufstellung der Vermögens- und Kapitalteile einer Unternehmung, bei der der erfolgsrechnerische Gesichtspunkt im Vordergrund steht“. Im Jahre 1921 erschien vom Schweizer Johann Friedrich Schär das grundlegende Werk „Buchhaltung und Bilanz auf wirtschaftlicher, rechtlicher und mathematischer Grundlage“, in dem er die Gewinn- und Verlustrechnung als Teil der Bilanz interpretierte. Erich Kosiol sah 1940 die Bilanz als systematischen Abschluss der Buchhaltung, Erich Gutenberg bezeichnete die Bilanz als Kontrollinstrument mit spezifischen Kontrollzwecken. Inzwischen ist die Bilanztheorie zu einem wichtigen Bestandteil der Principal-Agent-Theorie und damit der Organisationstheorie geworden.

## Arten
Bei Unternehmensbilanzen gibt es folgende Arten:
Laufende BilanzenBilanzen werden gewöhnlich zum Ende jedes Geschäftsjahres für einen Zeitraum von höchstens zwölf Monaten erstellt, beispielsweise auf den 31. Dezember (Bilanzstichtag) eines Jahres. Börsennotierte Unternehmen sind zur Veröffentlichung von Zwischenbilanzen verpflichtet (Wochen-, Monats-, Quartals-, Halbjahresbilanzen, näheres dazu Zwischenberichterstattung).
Außerordentliche BilanzenNeben den regulär zu erstellenden Bilanzen gibt es auch außerordentliche Bilanzen, die zu bestimmten Anlässen (Gründungs-, Fusions-, Auseinandersetzungs-, Sanierungs- und Liquidationsbilanz) erstellt werden.
Handelsbilanz – SteuerbilanzFür alle bilanzierungspflichtigen Unternehmen ist es gesetzlich vorgeschrieben, sowohl eine Handelsbilanz als auch eine Steuerbilanz zu erstellen. Aus den Begriffen geht bereits hervor, dass es Unterschiede zwischen den beiden Bilanzen hinsichtlich Ansatz und Bewertung geben kann. Die Handelsbilanz orientiert sich am Handelsrecht; Zweck der Steuerbilanz ist eine zutreffende Erfolgsermittlung für die Ertragsbesteuerung im Rahmen der Einkommensteuer, Körperschaftsteuer und Gewerbesteuer, aber auch die Abbildung des Unternehmensvermögens für Zwecke der Erbschaftsteuer, ehemals auch der Vermögensteuer. Die Erstellung einer von der Handelsbilanz abweichenden Steuerbilanz ist zeit- und kostenintensiv, daher wird in der Praxis häufig von der sogenannten Überleitungsrechnung nach § 60 Abs. 2 Satz 1 EStDV bzw. § 5b Abs. 1 Satz 2 EStG Gebrauch gemacht. Hierbei werden nur die Positionen der Handelsbilanz, die nicht den steuerrechtlichen Ansatz- und Bewertungsvorschriften entsprechen, durch Anmerkungen und Zusätze an das Steuerrecht angepasst.
Sonder- und ErgänzungsbilanzenIm Ertragsteuerrecht gibt es neben den eigentlichen Steuerbilanzen noch zusätzliche sogenannte Sonder- und Ergänzungsbilanzen. Sonderbilanzen bilden zusammen mit Sonder-Gewinn-und-Verlustrechnungen den Abschluss des Sonderbetriebsvermögens. Hier werden alle im zivilrechtlichen Eigentum eines Mitunternehmers oder mehrerer Mitunternehmer stehende Wirtschaftsgüter, die dem Betrieb zur Nutzung überlassen werden (Sonderbetriebsvermögen I), eine Beteiligung an der Mitunternehmerschaft begründen oder stärken (Sonderbetriebsvermögen II), aufgeführt und in der ertragsteuerlichen Gewinnermittlung für die Mitunternehmerschaft berücksichtigt. In Ergänzungsbilanzen werden unterschiedliche Wertansätze von Wirtschaftsgütern im Gesamthandsvermögen als Korrekturposten für die einzelnen Mitunternehmer abgebildet. Unterschiede in den Wertansätzen entstehen für einzelne Mitunternehmer z. B. dann, wenn der Mitunternehmeranteil zu einem dem Kapitalkonto des Vorgängers übersteigenden Kaufpreis erworben wird. Um die Beteiligungsverhältnisse in der Gesamthandsbilanz weiterhin korrekt abzubilden, wird für den betroffenen Mitunternehmer eine persönliche Ergänzungsbilanz als Korrekturposten aufgestellt.
Einzelbilanz – KonzernbilanzVon einer Einzelbilanz wird gesprochen, wenn es eine Konzernbilanz gibt. Abhängig von der Anzahl der bilanzierenden Unternehmen eines Konzerns gibt es die Einzelbilanz, die die wirtschaftlichen Verhältnisse eines einzelnen Konzernunternehmens reflektiert. Darüber hinaus gibt es dazu die konsolidierte Konzernbilanz, die Teil des Konzernabschlusses ist und in der durch Vermögens-, Schulden- und Umsatzkonsolidierung bestimmte konzerninterne gegenseitige Transaktionen eliminiert werden.
Eröffnungsbilanz – SchlussbilanzDer Kaufmann hat zu Beginn seines Handelsgewerbes (Eröffnungsbilanz) und für den Schluss (Schlussbilanz) eines jeden Geschäftsjahrs einen das Verhältnis seines Vermögens und seiner Schulden darstellenden Abschluss aufzustellen (§ 242 Abs. 1 HGB).

## Funktionen
Die Bilanz erfüllt folgende Funktionen:
- Dokumentationsfunktion: Die Bilanz gibt eine verbindliche Auskunft über das vorhandene Vermögen und Kapital des Unternehmens (mit Ausnahme der stillen Reserven). Durch das Festhalten des Vermögens in der Bilanz wird diese zu einem handels- und steuerrechtlich erheblichen Rechenwerk über die vom Unternehmen getätigten Geschäfte. Die Bilanz stellt somit den formellen Abschluss der Buchführung dar.
- Gewinnermittlungsfunktion: Der Vergleich des Eigenkapitals zu Beginn des Geschäftsjahres mit dem am Ende des Geschäftsjahres ergibt unter Berücksichtigung der Einlagen und Entnahmen den Gewinn oder Verlust einer Periode. Das Zustandekommen des Gewinns oder Verlusts wird detailliert nachgewiesen über die dem Eigenkapitalkonto vorgelagerte Gewinn- und Verlustrechnung (GuV).
- Informationsfunktion: Diese kann in die Selbstinformation und die Drittinformation unterteilt werden. Ziel der Selbstinformation ist es, dem Kaufmann auf diesem Weg ein Instrument zur Steuerung des Unternehmens zu geben. Für interessierte Dritte (Lieferanten, sonstige Kreditgeber, Konkurrenten, öffentliche Hand – z. B. Finanzamt, IHK, Sozialversicherungsträger –, Arbeitnehmer) stellt die Bilanz ein Informationsinstrument bezüglich ihres zukünftigen Verhaltens gegenüber dem Unternehmen dar. Die Bilanz dient aus dieser Sicht im weiteren Sinne dem Gläubigerschutz.

Umgangssprachlich bezeichnet Bilanz den gesamten Jahresabschluss eines Unternehmens. Die Beurteilung eines Unternehmens auf Grund seines Jahresabschlusses heißt in diesem Sinne Bilanzanalyse. Sie ist ein wesentlicher Bestandteil der Fundamentalanalyse.
Die Informationsfunktion steht bei Abschlüssen nach den IFRS (International financial reporting standards) im Vordergrund. Die Aktivitäten internationalisierter Kapitalmärkte bedürfen einheitlicher Regelungen, nach denen der Erfolg des Unternehmens bemessen wird. Konzernabschlüsse nach HGB oder IFRS weisen aber nicht den ausschüttungsfähigen Gewinn aus. Dieser wird bei Unternehmen mit Sitz in Deutschland weiterhin ausschließlich nach dem HGB ermittelt.

## Aufbau der Bilanz
Nach der groben Vorgabe des § 247 HGB sind in der Bilanz das Anlage- und das Umlaufvermögen, das Eigenkapital, die Schulden sowie die Rechnungsabgrenzungsposten gesondert auszuweisen und hinreichend aufzugliedern. Beim Anlagevermögen sind nur die Gegenstände auszuweisen, die bestimmt sind, dauerhaft dem Geschäftsbetrieb zu dienen.
Die Bilanz wird deshalb in zwei Bereiche aufgeteilt dargestellt.
- Die Aktivseite stellt die Mittelverwendung dar. Aktiva zeigen, welche Ansprüche das Unternehmen mit den ihm zur Verfügung stehenden wirtschaftlichen Mitteln erworben hat. Diese Ansprüche können Geldmittel (beispielsweise Kasse, Bankkonten), Produktionsmittel (beispielsweise Immobilien, Maschinen), Rohstoffe, Vorprodukte und ähnliche materielle Güter sein. Daneben ist eine Reihe von immateriellen Gütern aufzuführen – diese sind nicht immer direkt finanziell messbar. Es kommt dadurch mitunter zu aktuellen Problemstellungen bei der Bilanzierung, jedoch gibt es oftmals gute Anhaltspunkte für eine Schätzung. Überschlägig bildet die Aktivseite die Vermögensstruktur des Unternehmens ab.
- Die Passivseite stellt die Mittelherkunft dar. Passiva zeigen, wie die Mittel finanziert sind, mit denen das Unternehmen wirtschaftete (Abbildung der Finanzierungsstruktur). Dabei wird insbesondere zwischen Fremdkapital und Eigenkapital unterschieden. Das Eigenkapital umfasst die Mittel, die keinem Rückzahlungsanspruch Dritter unterliegen, damit insbesondere das eingebrachte Stamm- und Grundkapital sowie aus dem Unternehmen selbst erwirtschaftete Rücklagen und thesaurierte Gewinne. Das Fremdkapital umfasst Mittel, die von Dritten (zeitlich befristet) zur Verfügung gestellt werden, beispielsweise Hypotheken, Anleihen, Darlehen und Lieferantenkredite. Die Aktiva werden üblicherweise auf der linken Seite der Bilanz aufgezeigt, die Passiva auf der rechten Seite. Auf beiden Seiten muss sich dieselbe Summe aller Positionen ergeben, die Bilanzsumme.

In den meisten Staaten gibt es ein gesetzlich vorgegebenes Gliederungsschema, das Unternehmensbilanzen vereinheitlichen soll und im Rahmen der Bilanzklarheit dem Bilanzleser einzelne Gliederungsposten mit gleichem Inhalt vermitteln soll. Die Bilanzposition ist ein Posten in diesem Gliederungsschema der Bilanz, der einen bestimmten Vermögensgegenstand, Eigenkapitalbestandteil oder Schuldenposten beinhaltet.
Zur Konkretisierung sehen alle internationalen und nationalen Rechnungslegungsstandards Gliederungsvorschriften vor. Dabei werden die betriebswirtschaftlichen Eigenheiten einiger Wirtschaftszweige berücksichtigt, so dass es allgemeine Gliederungsvorschriften für Nichtbanken (Dienstleistungssektor mit Ausnahme der Finanzwirtschaft, Gewerbe, Handel, Industrie und Verkehr) und spezifische Gliederungsvorschriften für die Finanzwirtschaft (Kreditwesen, Versicherungswesen) gibt.

## Gliederungsvorschriften
Durch Gliederungsvorschriften soll eine Harmonisierung der Jahresabschlüsse aller Unternehmen erreicht werden, damit auch sinnvolle Betriebsvergleiche stattfinden können und der Bilanzanalyst davon ausgehen darf, dass sich in einer bestimmten Bilanzposition stets die gleichen Werte befinden. Zudem erfüllen Gliederungsvorschriften gleichzeitig auch die Bilanzierungsgrundsätze insbesondere der Bilanzklarheit (unter einer bestimmten Bilanzposition dürfen nur die sachlich dorthin gehörenden Geschäftsvorfälle verbucht werden) und Bilanzwahrheit (alle bilanzrelevanten Geschäftsvorfälle sind vollständig zu bilanzieren).

### Bilanzgliederung nach § 266 HGB in Deutschland
Die Gliederung erfolgt als gesonderter Ausweis von Anlage- und Umlaufvermögen, Eigenkapital, Schulden sowie Rechnungsabgrenzungsposten (§ 247 HGB). Gemäß § 266 HGB ist eine aufgestellte Bilanz einer Kapitalgesellschaft aufgebaut.
| Aktivseite (Mittelverwendung) | Passivseite (Mittelherkunft) |
| --- | --- |
| 1. Anlagevermögen 1. Immaterielle Vermögensgegenstände 1. Selbst geschaffene gewerbliche Schutzrechte und ähnliche Rechte und Werte 2. Entgeltlich erworbene Konzessionen, gewerbliche Schutzrechte und ähnliche Rechte und Werte sowie Lizenzen an solchen Rechten und Werten 3. Geschäfts- oder Firmenwert (GoFW) 4. geleistete Anzahlungen 2. Sachanlagen 1. Grundstücke, grundstücksgleiche Rechte und Bauten einschließlich der Bauten auf fremden Grundstücken 2. technische Anlagen und Maschinen 3. andere Anlagen, Betriebs- und Geschäftsausstattung 4. geleistete Anzahlungen und Anlagen im Bau 3. Finanzanlagen: 1. Anteile an verbundenen Unternehmen 2. Ausleihungen an verbundene Unternehmen 3. Beteiligungen 4. Ausleihungen an Unternehmen, mit denen ein Beteiligungsverhältnis besteht 5. Wertpapiere des Anlagevermögens 6. sonstige Ausleihungen. 2. Umlaufvermögen 1. Vorräte/Vorratsvermögen 1. Rohstoffe, Hilfsstoffe und Betriebsstoffe 2. unfertige Erzeugnisse, unfertige Leistungen 3. fertige Erzeugnisse und Waren 4. geleistete Anzahlungen. 2. Forderungen und sonstige Vermögensgegenstände 1. Forderungen aus Lieferungen und Leistungen (LuL/F. a. L. L./FLL) 2. Forderungen gegen verbundene Unternehmen 3. Forderungen gegen Unternehmen, mit denen ein Beteiligungsverhältnis besteht 4. sonstige Vermögensgegenstände. 3. Wertpapiere 1. Anteile an verbundenen Unternehmen 2. sonstige Wertpapiere 4. Kassenbestand, Bundesbankguthaben, Guthaben bei Kreditinstituten und Schecks 3. Rechnungsabgrenzungsposten 4. Aktive latente Steuern 5. Aktiver Unterschiedsbetrag aus der Vermögensverrechnung 6. (ggf.) nicht durch Eigenkapital gedeckter Fehlbetrag | 1. Eigenkapital 1. Gezeichnetes Kapital 2. Kapitalrücklage 3. Gewinnrücklagen 1. gesetzliche Rücklagen 2. Rücklage für Anteile an einem herrschenden oder mehrheitlich beteiligten Unternehmen 3. satzungsmäßige Rücklagen 4. andere Gewinnrücklagen 4. Gewinnvortrag/Verlustvortrag 5. Jahresüberschuss/Jahresfehlbetrag 2. Rückstellungen 1. Rückstellungen für Pensionen und ähnliche Verpflichtungen 2. Steuerrückstellungen 3. sonstige Rückstellungen 3. Verbindlichkeiten 1. Anleihen, davon konvertibel 2. Verbindlichkeiten gegenüber Kreditinstituten 3. erhaltene Anzahlungen auf Bestellungen 4. Verbindlichkeiten aus Lieferungen und Leistungen (LuL/V. a. L. L./VLL) 5. Verbindlichkeiten aus der Annahme gezogener Wechsel und der Ausstellung eigener Wechsel 6. Verbindlichkeiten gegenüber verbundenen Unternehmen 7. Verbindlichkeiten gegenüber Unternehmen, mit denen ein Beteiligungsverhältnis besteht 8. sonstige Verbindlichkeiten, davon aus Steuern, davon im Rahmen der sozialen Sicherheit. 4. Rechnungsabgrenzungsposten 5. Passive latente Steuern |

Erleidet die Unternehmung einen so hohen Verlust, dass das Eigenkapital rechnerisch negativ wird, so wird bei Kapitalgesellschaften der „Negativbetrag“ (mathematisch korrekt als Absolutwert des negativen Eigenkapitals) am Schluss der Bilanz auf der Aktivseite gesondert als „nicht durch Eigenkapital gedeckter Fehlbetrag“ ausgewiesen, § 268 Abs. 3 HGB. Bei Personenhandelsgesellschaften entspricht dies dem „nicht durch Vermögenseinlagen gedeckten Verlustanteil“ der persönlich haftenden Gesellschafterin oder der Kommanditisten nach § 264c HGB.
Abweichungen von diesem Bilanzierungsschema ergeben sich aufgrund der Rechtsform (nach§ 264c HGB), Betriebsgröße (nach § 274a HGB) oder Branche (wie Kreditinstitute und Versicherungen). Es können einzelne wesentliche Geschäftsvorfälle oder Posten nach § 265 HGB Anpassungen erforderlich machen. Für Kredit- und Finanzdienstleistungsinstitute, Versicherungen und Pensionsfonds bestehen eigenständige Bilanzgliederungsschemata nach gesonderten Vorschriften (Kreditinstituts-Rechnungslegungsverordnung und Versicherungsunternehmens-Rechnungslegungsverordnung).

### Bilanzgliederung nach Unternehmensgesetzbuch in Österreich
Für Kapitalgesellschaften gelten folgende Gliederungsvorschriften:
| Aktivseite: (§ 224 Abs. 2 UGB) | Aktivseite: (§ 224 Abs. 2 UGB) | Aktivseite: (§ 224 Abs. 2 UGB) | Aktivseite: (§ 224 Abs. 2 UGB)                                                                             | Passivseite: (§ 224 Abs. 3 UGB) | Passivseite: (§ 224 Abs. 3 UGB) | Passivseite: (§ 224 Abs. 3 UGB) | Passivseite: (§ 224 Abs. 3 UGB)                                                          |
| A.                             |                                |                                | Anlagevermögen:                                                                                            | A.                              |                                 |                                 | Eigenkapital:                                                                            |
|                                | I.                             |                                | Immaterielle Vermögensgegenstände:                                                                         |                                 | I.                              |                                 | eingefordertes Nennkapital (Grund-, Stammkapital);                                       |
|                                |                                | 1.                             | Konzessionen, gewerbliche Schutzrechte und ähnliche Rechte und Vorteile sowie daraus abgeleitete Lizenzen; |                                 | II.                             |                                 | Kapitalrücklagen:                                                                        |
|                                |                                | 2.                             | Geschäfts(Firmen)wert;                                                                                     |                                 |                                 | 1.                              | gebundene;                                                                               |
|                                |                                | 3.                             | geleistete Anzahlungen;                                                                                    |                                 |                                 | 2.                              | nicht gebundene;                                                                         |
|                                | II.                            |                                | Sachanlagen:                                                                                               |                                 | III.                            |                                 | Gewinnrücklagen:                                                                         |
|                                |                                | 1.                             | Grundstücke, grundstücksgleiche Rechte und Bauten, einschließlich der Bauten auf fremdem Grund;            |                                 |                                 | 1.                              | gesetzliche Rücklage;                                                                    |
|                                |                                | 2.                             | technische Anlagen und Maschinen;                                                                          |                                 |                                 | 2.                              | satzungsmäßige Rücklagen;                                                                |
|                                |                                | 3.                             | andere Anlagen, Betriebs- und Geschäftsausstattung;                                                        |                                 |                                 | 3.                              | andere Rücklagen (freie Rücklagen);                                                      |
|                                |                                | 4.                             | geleistete Anzahlungen und Anlagen in Bau;                                                                 |                                 | IV.                             |                                 | Bilanzgewinn (Bilanzverlust), davon Gewinnvortrag/Verlustvortrag.                        |
|                                | III.                           |                                | Finanzanlagen:                                                                                             | B.                              |                                 |                                 | Rückstellungen:                                                                          |
|                                |                                | 1.                             | Anteile an verbundenen Unternehmen;                                                                        |                                 |                                 | 1.                              | Rückstellungen für Abfertigungen;                                                        |
|                                |                                | 2.                             | Ausleihungen an verbundene Unternehmen;                                                                    |                                 |                                 | 2.                              | Rückstellungen für Pensionen;                                                            |
|                                |                                | 3.                             | Beteiligungen;                                                                                             |                                 |                                 | 3.                              | Steuerrückstellungen;                                                                    |
|                                |                                | 4.                             | Ausleihungen an Unternehmen, mit denen ein Beteiligungsverhältnis besteht;                                 |                                 |                                 | 4.                              | sonstige Rückstellungen.                                                                 |
|                                |                                | 5.                             | Wertpapiere (Wertrechte) des Anlagevermögens;                                                              | C.                              |                                 |                                 | Verbindlichkeiten:                                                                       |
|                                |                                | 6.                             | sonstige Ausleihungen.                                                                                     |                                 |                                 | 1.                              | Anleihen, davon konvertibel;                                                             |
| B.                             |                                |                                | Umlaufvermögen:                                                                                            |                                 |                                 | 2.                              | Verbindlichkeiten gegenüber Kreditinstituten;                                            |
|                                | I.                             |                                | Vorräte:                                                                                                   |                                 |                                 | 3.                              | erhaltene Anzahlungen auf Bestellungen;                                                  |
|                                |                                | 1.                             | Roh-, Hilfs- und Betriebsstoffe;                                                                           |                                 |                                 | 4.                              | Verbindlichkeiten aus Lieferungen und Leistungen;                                        |
|                                |                                | 2.                             | unfertige Erzeugnisse;                                                                                     |                                 |                                 | 5.                              | Verbindlichkeiten aus der Annahme gezogener Wechsel und der Ausstellung eigener Wechsel; |
|                                |                                | 3.                             | fertige Erzeugnisse und Waren;                                                                             |                                 |                                 | 6.                              | Verbindlichkeiten gegenüber verbundenen Unternehmen;                                     |
|                                |                                | 4.                             | noch nicht abrechenbare Leistungen;                                                                        |                                 |                                 | 7.                              | Verbindlichkeiten gegenüber Unternehmen, mit denen ein Beteiligungsverhältnis besteht;   |
|                                |                                | 5.                             | geleistete Anzahlungen;                                                                                    |                                 |                                 | 8.                              | sonstige Verbindlichkeiten, davon aus Steuern, davon im Rahmen der sozialen Sicherheit.  |
|                                | II.                            |                                | Forderungen und sonstige Vermögensgegenstände:                                                             | D.                              |                                 |                                 | Rechnungsabgrenzungsposten.                                                              |
|                                |                                | 1.                             | Forderungen aus Lieferungen und Leistungen;                                                                |                                 |                                 |                                 |                                                                                          |
|                                |                                | 2.                             | Forderungen gegenüber verbundenen Unternehmen;                                                             |                                 |                                 |                                 |                                                                                          |
|                                |                                | 3.                             | Forderungen gegenüber Unternehmen, mit denen ein Beteiligungsverhältnis besteht;                           |                                 |                                 |                                 |                                                                                          |
|                                |                                | 4.                             | sonstige Forderungen und Vermögensgegenstände;                                                             |                                 |                                 |                                 |                                                                                          |
|                                | III.                           |                                | Wertpapiere und Anteile:                                                                                   |                                 |                                 |                                 |                                                                                          |
|                                |                                | 1.                             | Anteile an verbundenen Unternehmen;                                                                        |                                 |                                 |                                 |                                                                                          |
|                                |                                | 2.                             | sonstige Wertpapiere und Anteile;                                                                          |                                 |                                 |                                 |                                                                                          |
|                                | IV.                            |                                | Kassenbestand, Schecks, Guthaben bei Kreditinstituten.                                                     |                                 |                                 |                                 |                                                                                          |
| C.                             |                                |                                | Rechnungsabgrenzungsposten.                                                                                |                                 |                                 |                                 |                                                                                          |
| D.                             |                                |                                | Aktive latente Steuern.                                                                                    |                                 |                                 |                                 |                                                                                          |

### Bilanzgliederung nach Obligationenrecht in der Schweiz
Im schweizerischen Recht sind die kaufmännischen Buchführungsvorschriften im Obligationenrecht (OR) geregelt. Für die Bilanz verlangt Art. 959a OR folgende Mindestgliederung.
| Aktiva (Vermögen, Investition) | Passiva (Schulden, Finanzierung) |
| --- | --- |
| 1. Umlaufvermögen 1. Flüssige Mittel und kurzfristig gehaltene Aktiven mit Börsenkurs 2. Forderungen aus Lieferungen und Leistungen* 3. Übrige kurzfristige Forderungen* 4. Vorräte und nicht fakturierte Dienstleistungen 5. Aktive Rechnungsabgrenzungen 2. Anlagevermögen 1. Finanzanlagen* 2. Beteiligungen 3. Sachanlagen 4. Immaterielle Werte 5. Nicht einbezahltes Grund-, Gesellschafter- oder Stiftungskapital Bilanzsumme | 1. Kurzfristiges Fremdkapital 1. Verbindlichkeiten aus Lieferungen und Leistungen* 2. Kurzfristige verzinsliche Verbindlichkeiten* 3. Übrige kurzfristige Verbindlichkeiten* 4. Passive Rechnungsabgrenzungen 2. Langfristiges Fremdkapital 1. Langfristige verzinsliche Verbindlichkeiten* 2. Übrige langfristige Verbindlichkeiten* 3. Rückstellungen sowie vom Gesetz vorgesehene ähnliche Positionen 3. Eigenkapital 1. Grund-, Gesellschafter- oder Stiftungskapital, ggf. gesondert nach Beteiligungskategorien 2. Gesetzliche Kapitalreserve 3. Gesetzliche Gewinnreserve 4. Freiwillige Gewinnreserven oder kumulierte Verluste als Minusposten 5. Eigene Kapitalanteile als Minusposten Bilanzsumme |

* Der Betrag gegenüber direkt oder indirekt Beteiligten und Organen sowie gegenüber Unternehmen, an denen direkt oder indirekt eine Beteiligung besteht, ist gesondert in der Bilanz oder im Anhang zu nennen.
In der Praxis werden die Aktiven nach der Liquidierbarkeit, die Passiven nach dem Fälligkeitsprinzip geordnet. Das heißt, je schneller ein Aktivposten flüssig gemacht werden kann oder ein Passivposten fällig wird, desto weiter oben wird er platziert. Der Vergleich derart geordneter Aktiven und Passiven gibt einen Hinweis auf die Liquidität der Unternehmung.

### Bilanzgliederung für Kreditinstitute
Die Bankbilanz gibt Aufschluss über die Liquiditätslage und die Risikosituation eines Kreditinstituts. Die Gliederung erfolgt nach § 340 HGB in Verbindung mit Formblatt 1 der RechKredV auf der Aktivseite nach abnehmender Liquidität durch Monetisierbarkeit, sie beginnt mit dem Kassenbestand. Man unterscheidet statische und dynamische Liquidität. Auf der Passivseite steht das Fremdkapital vor dem Eigenkapital; sie gliedert sich nach zunehmender Fristigkeit.
Die Aktivseite differenziert zwischen Forderungen und Wertpapieren; dagegen wird nicht zwischen Anlage- und Umlaufvermögen unterschieden. Die Sachanlagen finden sich unter Sonstige Aktiva wieder. Die Passivseite unterscheidet Verbindlichkeiten und verbriefte Verbindlichkeiten.
| Aktivseite | Passivseite |
| --- | --- |
| 1. Barreserve 2. Forderungen an Kreditinstitute 3. Forderungen an Kunden 4. Schuldverschreibungen 5. Aktien und Beteiligungen 6. Sonstige Aktiva ____________________________________ Bilanzsumme | 1. Verbindlichkeiten ggü. Kreditinstituten 2. Verbindlichkeiten ggü. Kunden 3. Verbriefte Verbindlichkeiten 4. Sonstige Verbindlichkeiten 5. Eigenkapital ____________________________________ Bilanzsumme |

Die Aktivseite der Bankbilanz wird dominiert durch das Kreditgeschäft, das als Forderungen innerhalb der Bilanz (Geldleihe) und als Eventualverbindlichkeiten „unterm Strich“ (Kreditleihe) vermerkt ist. Die Passivseite wird beherrscht durch das Passivgeschäft, bestehend aus Sicht-, befristete und Spareinlagen.
Die Bankbilanz berücksichtigt Bonitätsrisiken, aber keine Zinsänderungs- und  Wechselkursrisiken. Nachrangige Forderungen werden aus der Bilanz ausgegliedert oder im Anhang aufgeführt.

### Bilanzgliederung für Versicherungen
Rechtsgrundlagen sind die Bilanzierungsgrundsätze des § 341e HGB sowie die Versicherungsunternehmens-Rechnungslegungsverordnung (RechVersV), die für Versicherungsunternehmen gemäß § 2 RechVersV Formblätter vorschreibt, welche eine von § 266 HGB (Bilanz) und § 275 HGB (Gewinn- und Verlustrechnung) abweichende Gliederung vorsieht.
Bilanzierungsgrundsätze
Versicherungsunternehmen haben gemäß § 341e HGB versicherungstechnische Rückstellungen auch insoweit zu bilden, wie dies nach vernünftiger kaufmännischer Beurteilung notwendig ist, um die dauernde Erfüllbarkeit der Verpflichtungen aus den Versicherungsverträgen sicherzustellen. Die Rückstellungen sind nach den Wertverhältnissen am Bilanzstichtag zu bewerten und dürfen nicht nach § 253 Abs. 2 HGB abgezinst werden.
Bilanzgliederung
Das Versicherungswesen differenziert bilanztechnisch zwischen Lebens- und Kompositversicherung, für die es eine einheitliche Versicherungsbilanz gibt:
| Aktivseite | Passivseite |
| --- | --- |
| 1. Immaterielle Vermögensgegenstände 2. Kapitalanlagen 3. Kapitalanlagen für Rechnung und Risiko von Inhabern von Lebensversicherungspolicen 4. Forderungen 5. Sonstige Vermögensgegenstände 6. Rechnungsabgrenzungsposten 7. Aktive Latente Steuern 8. Aktiver Unterschiedsbetrag aus der Vermögensverrechnung 9. Nicht durch Eigenkapital gedeckter Fehlbetrag | 1. Eigenkapital 2. Genussrechtskapital 3. Nachrangige Verbindlichkeiten 4. Versicherungstechnische Rückstellungen 5. Versicherungstechnische Rückstellungen im Bereich der Lebensversicherung, soweit das Anlagerisiko von den Versicherungsnehmern getragen wird 6. Andere Rückstellungen 7. Depotverbindlichkeiten aus dem in Rückdeckung gegebenen Versicherungsgeschäft 8. Andere Verbindlichkeiten 9. Rechnungsabgrenzungsposten 10. Passive Latente Steuern |

Wichtigste Bilanzposition sind in der Versicherungswirtschaft auf der Aktivseite die Kapitalanlagen, unter denen insbesondere das Sicherungsvermögen bilanziert wird. Die Passivseite wird von den Rückstellungen beherrscht.

### Bilanzgliederung nach IFRS
Eine nach International Financial Reporting Standards (IFRS) aufgestellte Bilanz unterscheidet sich in ihrem Aufbau von einer Bilanz nach deutschem HGB oder anderen nationalen Regeln. Der Aufbau einer IFRS-Bilanz ist in IAS 1, Paragrafen 51-77 (englisch Balance Sheet) dargestellt, wobei IAS 1.51 den Unternehmen zwei grundsätzliche Möglichkeiten zur Bilanzgliederung einräumt.
- Eine Gliederung nach Fristigkeit (auf der Aktivseite: englisch current assets und englisch non-current assets und korrespondierend auf der Passivseite: englisch current liabilities und englisch non-current liabilities) als Regelfall und
- eine Gliederung von englisch assets und englisch liabilities jeweils nach ihrer Liquiditätsnähe als Ausnahmefall.

Eine eindeutige Vorgabe, ob diese Gliederung in aufsteigender oder in absteigender Ordnung zu erfolgen hat, existiert dabei nicht.
Allerdings präferiert das Rechnungslegungs-Interpretations-Committee (RIC) des Deutschen Rechnungslegungs Standards Committee e. V. (DRSC) in RIC 1 als Leitlinie für die Bilanzierung deutscher Unternehmen nach IFRS offenbar die Reihenfolge langfristig – kurzfristig (vgl. Anhang zu RIC 1: Beispiel für ein Bilanzgliederungsschema).

## Grundsätze ordnungsmäßiger Buchführung und Bilanzierung
Grundlage bei der Erstellung einer Bilanz ist die ordnungsmäßige Buchführung. Die Bilanz soll ein gerechtes, zutreffendes und nachvollziehbares Bild des Unternehmens zum Stichtag zeichnen. Dies wird durch die Bilanzierungsgrundsätze wie Bilanzwahrheit oder Bilanzklarheit sichergestellt. Zusätzlich gilt das Vorsichtsprinzip, ungenau bezifferbare Bestände sollten eher pessimistisch eingeschätzt und mögliche Risiken gegebenenfalls berücksichtigt werden. Geregelt sind diese Normen in den Grundsätzen ordnungsmäßiger Buchhaltung (GoB).
Wer eine Bilanz aufzustellen hat, ist im Handelsgesetzbuch geregelt. Dort ist der gesetzlich vorgeschriebene Aufbau zu finden.
In die Bilanz müssen alle Fakten einbezogen werden, die zum Zeitpunkt der Bilanz bekannt und für den Zeitraum zwischen zwei Bilanz-Stichtagen relevant sind. Daher genügt es nicht, einen zum jeweiligen Stichtag vorliegenden Kontostand in die Bilanz aufzunehmen. Zusätzlich müssen im Zeitraum vor dem Bilanzstichtag bezogene, noch nicht bezahlte Leistungen bewertet werden. Es muss ebenfalls festgestellt werden, welche Zahlungen bereits für Leistungen geleistet wurden, die erst im folgenden Jahr bezogen werden – beispielsweise eine Vorauszahlung für Rohstofflieferungen.
Eine Schwierigkeit bei der Erstellung von Bilanzen ist daher, dass zu einem Zeitpunkt selten alle zu berücksichtigenden Fakten bereits bezifferbar sind. So ist zum Beispiel bekannt, dass ein Unternehmen für den Monat Dezember eine Telefonrechnung erhalten wird. Da auch die Nutzung dieser Leistung bereits im Dezember erfolgte, muss die berechtigte Forderung des Anbieters in die Bilanz einfließen. Die entsprechende Rechnung liegt jedoch möglicherweise erst Ende Januar des Folgejahres vor. Somit ist es praktisch unmöglich, eine Bilanz sowohl präzise als auch zeitnah zu erstellen. Entsprechend vergehen bei großen Unternehmen zumeist zwei bis vier Monate bis zur Bekanntgabe der ordentlichen Bilanz. Andererseits wird gerade bei börsennotierten Unternehmen eine zeitnahe Bilanz erwartet, so dass – und diese Tendenz verschärft sich zunehmend – oftmals zu Lasten der Genauigkeit eine möglichst schnelle Bilanz erstellt wird, in der viele Werte nur geschätzt werden konnten.
Des Weiteren fordert die umfassende Darstellung des finanziellen Bildes eine tatsächliche Bestandsaufnahme zum Zeitpunkt der Bilanzerstellung. Für vorhandene Waren erfolgt dies zumeist in Form einer Inventur, in der mögliche Differenzen zwischen den erfassten Lagerveränderungen und den tatsächlich vorhandenen Beständen festgehalten werden können.
Schließlich erfolgt die Bewertung der Anlagegüter eines Unternehmens. Hier müssen für die in der Produktion genutzten Mittel (z. B. Maschinen) sowie für die langfristigen Finanzanlagen (z. B. Immobilien und Unternehmensbeteiligungen) realistische Werte ermittelt werden. Dies kann über Abschreibungen erfolgen, so dass der Wert eines Firmenfahrzeuges über die geplante Nutzung von (beispielsweise) acht Jahren gleichmäßig in jedem Jahr um ein Achtel des Kaufpreises herabgesetzt wird (lineare Abschreibung). Ein anderer Ansatz ist die Ermittlung des theoretischen Verkaufspreises, der insbesondere für Investitionen in öffentlich gehandelte Werte (Aktien anderer Unternehmen) angebracht ist. Hier können beispielsweise die im Besitz des Unternehmens befindlichen Aktien zum Kurs des letzten Handelstages vor dem Bilanzstichtag bewertet werden.
Die Bilanzpolitik bezeichnet die Grundausrichtung des Bilanzierenden bei der Nutzung von Ausweis-, Gliederungs- und Erläuterungswahlrechten (formelle Bilanzpolitik) sowie bei der Nutzung von Bilanzierungs- und Bewertungswahlrechten, Ermessensspielräumen und Sachverhaltsgestaltungen (materielle Bilanzpolitik).
Auch die Ausrichtung der Bilanzpolitik eines Unternehmens ist nicht zu vernachlässigen. So kann diese die Bilanz durch beispielsweise verschiedene Bewertungsansätze und diverse Darstellungsmöglichkeiten von Sachverhalten verändern.
Zum Schutz der Gläubiger eines Unternehmens gilt bei der Bewertung von Vermögenswerten das so genannte Vorsichtsprinzip, welches seine konkrete Anwendung in folgenden Bewertungsprinzipien findet:
- Anschaffungswertprinzip
- Niederstwertprinzip
- Höchstwertprinzip
- Imparitätsprinzip

## Bilanztheorien
Die Bilanztheorien werden eingeteilt in klassische Theorien und neuere Theorien:
- Klassische Bilanztheorien
  - Die statischen Bilanztheorien
    - Zerschlagungsstatik
    - Fortführungsstatik

  - Die dynamische Bilanztheorie
  - Die organische Bilanztheorie
- Neuere Ansätze
  - Kapital- und Substanzerhaltung
  - Ökonomischer Gewinn
  - Zukunftsbilanz
  - Synthetische Bilanz
  - Funktionsanalytische Bilanz
  - Prognosebilanz
  - Gemeinwohlbilanz
  - Ökobilanz bzw. Umweltbilanz (Lebenszyklusanalyse)